# Jacques Dermagne
Jacques Dermagne, né le 28 novembre 1937 à Paris, mort le 3 juillet 2012 à Garches, fut, de septembre 1999 à novembre 2010 le président du Conseil économique, social et environnemental français.

## Carrière
Après des études juridiques (Paris-I) et littéraires (Conservatoire), Jacques Dermagne entre en 1958 dans le monde de l'entreprise pour financer ses études. Il s'engage très vite dans les organisations institutionnelles professionnelles.
Chef d'entreprise, il préside à 27 ans sa propre profession (Aménagement et décoration de la maison). Il contribuera activement à ce titre à la restructuration culturelle de l'artisanat dans certains pays, et plus particulièrement en Tunisie, à la demande de son président (1966-1973).
En 1968, il entre au Conseil national du commerce, est élu au Bureau de cette organisation en 1972, en devient trésorier en 1976, tandis que lui sera confié le Commissariat général des Assises du commerce à Versailles, puis à Avignon trois ans plus tard.
Jacques Dermagne est élu en 1981 président du Conseil national du commerce, confédération regroupant plus de cent fédérations du Commerce de gros et détail, national et international. Il a été vice-président exécutif du Conseil national du patronat français (CNPF) de 1980 à 1999.

## Conseil économique et social
Il quitte ces diverses présidences le jour de son élection à la présidence du Conseil économique et social en septembre 1999, tout comme il se démet de l'ensemble de ses mandats professionnels à cette même date.
Jacques Dermagne effectue quatre mandatures au Conseil économique et social, de 1984 à 2004, au titre des « entreprises privées ». À partir de septembre 2004, il siège au titre des « personnalités qualifiées ».
De 1989 à 1999, il préside la section des activités productives, de la recherche et de la technologie. Jacques Dermagne est rapporteur, au nom de cette section, en 1989, d'une étude du Conseil économique et social intitulée « Commerce, producteur de richesses nationales », qui influença considérablement la politique sectorielle.
Élu président du Conseil économique et social en septembre 1999, il est réélu à cette fonction le 21 septembre 2004.

## Engagement philosophique
Selon Les Frères invisibles, de Ghislaine Ottenheimer et Renaud Lecadre, éditions Albin Michel, 2001, spécialement p. 34, Jacques Dermagne n'a jamais fait mystère de son engagement dans la franc-maçonnerie.

## Autres fonctions
Jacques Dermagne a également été président de l'Association internationale des conseils économiques et sociaux et institutions similaires (AICESIS) de juin 2003 (VIIIe Congrès mondial d'Alger) à juin 2005 (IXe Congrès mondial de Paris).
En dehors de son cursus honorum, il a assumé de nombreux mandats tant dans le monde universitaire : directoire de l'ESSEC (1982-1993), CELSA, European Business School, que dans le monde économique : Conseil national du crédit, Comptes commerciaux de la Nation, Comité national de l'euro, Comité près la Commission européenne du commerce et de la distribution.

Depuis 2009, il est par ailleurs membre fondateur de L'Institut pour la Ville et le Commerce, organisme de réflexion sur l'urbanisme commercial.

## Honneurs
- Commandeur de la Légion d'honneur
- Grand officier de l'ordre national du Mérite
- Chevalier de l'ordre des Palmes académiques
- Officier de l'ordre du Mérite agricole
- Grand officier de l'Ordre national du Cèdre (Liban)